# ستيفن غلاس (لاعب كرة قدم)
ستيفن غلاس (بالإنجليزية: Stephen Glass)‏ هو لاعب كرة قدم بريطاني، ولد في 23 مايو 1976 في دندي في المملكة المتحدة. شارك مع منتخب اسكتلندا لكرة القدم. أما مع النوادي، فقد لعب مع دونفرملين أثلتيك ونادي أبردين ونادي شمال كارولاينا ونادي هيبرنيان ونادي واتفورد ونيوكاسل يونايتد.

## وصلات خارجية
- ستيفن غلاس على موقع الاتحاد الإسكتلندي (الإنجليزية)
- ستيفن غلاس على موقع قاعدة بيانات كرة القدم.إي يو (الإنجليزية)
- ستيفن غلاس على موقع ناشيونال فوتبول تيمز (الإنجليزية)
- ستيفن غلاس على موقع Soccerbase.com (لاعب) (الإنجليزية)
- ستيفن غلاس على موقع Soccerbase.com (مدرب) (الإنجليزية)
- ستيفن غلاس على موقع عالم كرة القدم.نت (الإنجليزية)